# Nagroda Polskiego PEN Clubu im. Jana Parandowskiego
Nagroda Polskiego PEN Clubu im. Jana Parandowskiego – polska nagroda literacka, przyznawana corocznie za twórczość w duchu dzieła Jana Parandowskiego.
Nagroda została ustanowiona w 1988 przez Irenę Parandowską, wdowę po pisarzu, który w latach 1933–1978 był prezesem polskiego PEN Clubu.

## Laureaci[1]
- Jerzy Turowicz (1988)
- Zbigniew Herbert (1989)
- Gustaw Herling-Grudziński (1990)
- Andrzej Kuśniewicz (1991)
- Leszek Kołakowski (1992)
- Julian Stryjkowski (1993)
- Stanisław Lem (1994)
- Ryszard Kapuściński (1995)
- Stanisław Barańczak (1996)
- Tadeusz Różewicz (1997)
- Kazimierz Brandys (1998)
- Jan Józef Szczepański (2001)
- Tadeusz Konwicki (2002)
- Jerzy Kłoczowski (2005)
- Jacek Bocheński (2006)
- Anna Świderkówna (2007)
- Michał Głowiński (2008)
- Julia Hartwig (2009)
- Sławomir Mrożek (2010)
- Jerzy Jedlicki (2012)
- Ryszard Krynicki (2014)
- Adam Zagajewski (2015)
- Andrzej Wajda (2016)
- Józef Hen (2017)
- Maria Janion (2018)
- Piotr Matywiecki (2019)
- Wiesław Myśliwski (2020)
- Ewa Bieńkowska (2023)
- Adam Michnik (2024)
- Krzysztof Pomian (2025)[2]